# Тодор Вуковић
Тодор Миљанов Вуковић је био црногорски бригадир, заповједник Васојевићке бригаде. Рођен је 1853. у Лијевој Ријеци у породици војводе Миљана Вукова Вешовића. Рођени брат му је Гавро Вуковић, црногорски дипломата и министар иностраних дјела.
Тодор Вуковић је као командант Горњовасојевићко-лијеворечког батаљона учествовао у Црногорско-турском рату у биткама код Невесињске касабе, Вучјем Долу, Bуковој пољани, Морачи и 1878. у борбама око Бара и Улциња. Приликом реорганизације црногорске војске 1881. унапређен је у чин бригадира.